# Mistrzostwa Europy w Piłce Nożnej 2012 (eliminacje)

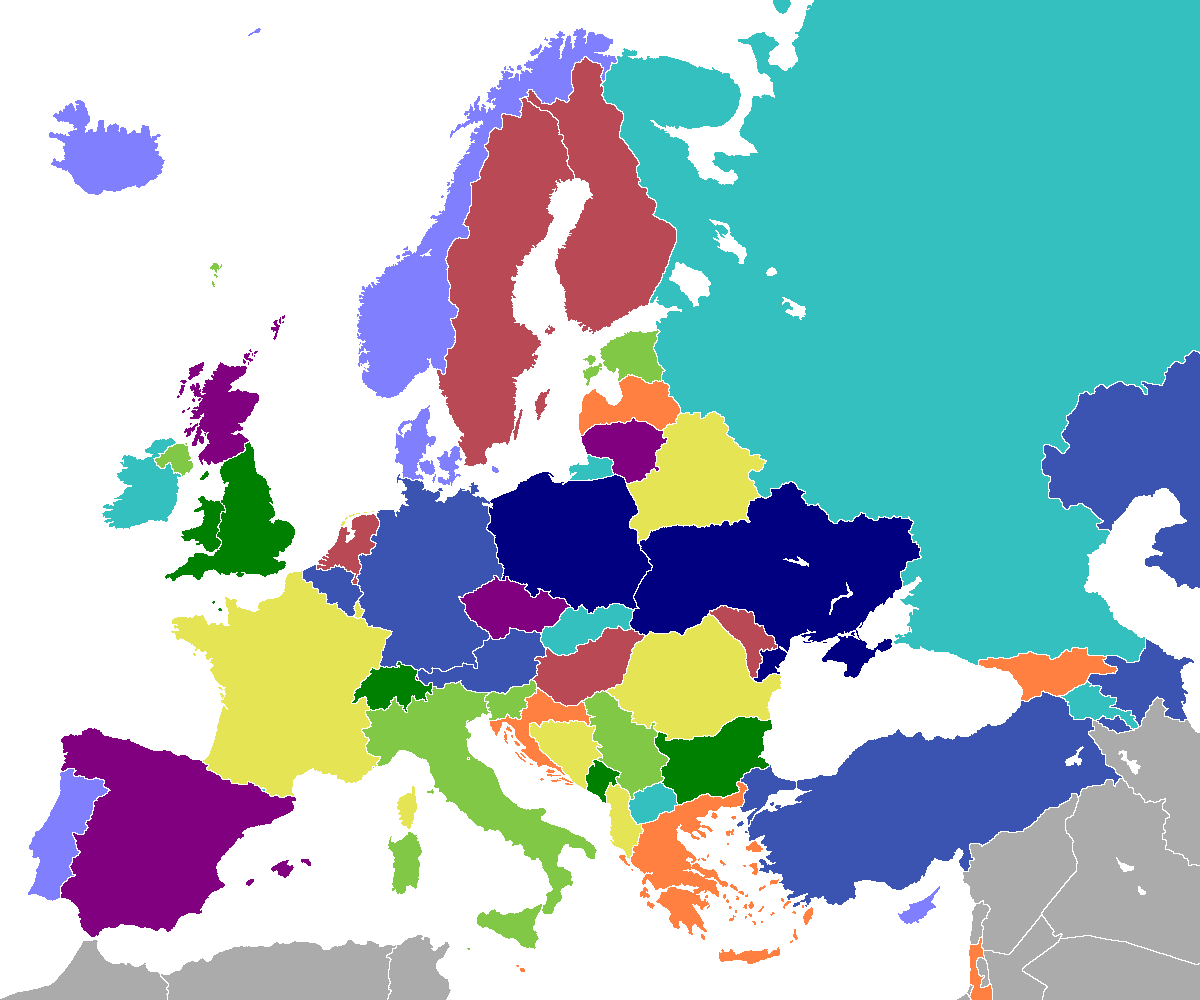
Przedstawienie państw według grup:
Grupa A – kolor niebieski
Grupa B – turkusowy
Grupa C – jasnozielony
Grupa D – żółty
Grupa E – czerwony
Grupa F – pomarańczowy
Grupa G – zielony
Grupa H – jasnofioletowy
Grupa I – purpurowy
Gospodarze Mistrzostw – ciemnoniebieski

W eliminacjach do piłkarskich Mistrzostw Europy 2012 wzięły udział reprezentacje narodowe z 51 europejskich federacji krajowych, które walczyły o 14 miejsc, dających prawo występu w turnieju głównym (finałach ME) – dwa pozostałe miejsca były zarezerwowane dla drużyn współgospodarzy imprezy: Polski i Ukrainy. Po raz pierwszy do rywalizacji w eliminacjach Mistrzostw Europy przystąpiła Czarnogóra.

## Ceremonia losowania
Losowanie grup eliminacyjnych odbyło się 7 lutego 2010 roku w Sali Kongresowej Pałacu Kultury i Nauki w Warszawie. Uroczystość rozpoczęła się o godzinie 12:00 i trwała 45 minut. Jej gospodarzem był prezydent UEFA Michel Platini, zaś mistrzem ceremonii – sekretarz generalny UEFA Gianni Infantino. W rolę "sierotek" wcielili się ambasadorowie Euro 2012 z Polski i Ukrainy – Zbigniew Boniek, Andrzej Szarmach, Andrij Szewczenko i Ołeh Błochin, a całą imprezę uświetnił występ poznańskiego zespołu AudioFeels. W sumie na uroczystość zaproszono około 900 gości. Oprócz delegatów z 53 narodowych federacji piłkarskich zrzeszonych w UEFA (co najmniej 225 osób), także przedstawicieli władz Polski i Ukrainy, prezydentów miast-gospodarzy Euro 2012 oraz sponsorów. Organizatorom pomogło 165 wolontariuszy. Przebieg ceremonii losowania relacjonowały stacje telewizyjne z blisko 100 krajów czterech kontynentów i ponad 600 dziennikarzy.

## Format
Zespoły występujące w eliminacjach utworzą dziewięć grup: 6 grup po sześć zespołów i 3 grupy po pięć zespołów. Do każdej grupy wylosowana zostaje jedna drużyna z każdego koszyka. Do mistrzostw, oprócz Polski i Ukrainy, awansują bezpośrednio zwycięzcy oraz jeden wicemistrz z najlepszym dorobkiem. Pozostałych ośmiu wicemistrzów grup utworzy cztery pary barażowe. W barażach każda z par rozegra dwa mecze (jeden u siebie i jeden na wyjeździe), a lepszy w tej rywalizacji uzyska kwalifikację do finałów ME.
Ze względu na konflikty polityczne w tej samej grupie nie mogły się znaleźć drużyny Rosji i Gruzji oraz Azerbejdżanu i Armenii

## Podział na koszyki
19 listopada 2009 UEFA ogłosiła ranking wszystkich europejskich reprezentacji narodowych, w którym uwzględniono wyniki eliminacji MŚ 2006, ME 2008 i MŚ 2010 oraz finałów MŚ 2006 i ME 2008. Na jego podstawie zaszeregowała równocześnie każdą z nich do jednego z sześciu koszyków, z których poszczególne drużyny będą losowane do grup eliminacyjnych. Nowe zasady lepiej oddają aktualną siłę poszczególnych drużyn (wcześniej uwzględniano tylko rezultaty z eliminacji).
| Koszyk 1                                                                                     | Koszyk 2                                                                                | Koszyk 3 | Koszyk 4                                                                                   | Koszyk 5                                                                                               | Koszyk 6                                                               |
| -------------------------------------------------------------------------------------------- | --------------------------------------------------------------------------------------- | --- | ------------------------------------------------------------------------------------------ | --- | ---------------------------------------------------------------------- |
| - Hiszpania - Niemcy - Holandia - Włochy - Anglia - Chorwacja - Portugalia - Francja - Rosja | - Grecja - Czechy - Szwecja - Szwajcaria - Serbia - Turcja - Dania - Słowacja - Rumunia | - Izrael - Bułgaria - Finlandia - Norwegia - Irlandia - Szkocja - Irlandia Północna - Austria - Bośnia i Hercegowina | - Słowenia - Łotwa - Węgry - Litwa - Białoruś - Belgia - Walia - Macedonia Północna - Cypr | - Czarnogóra - Albania - Estonia - Gruzja - Mołdawia - Islandia - Armenia - Kazachstan - Liechtenstein | - Azerbejdżan - Luksemburg - Malta - Wyspy Owcze - Andora - San Marino |

W koszyku 3. znalazłyby się  Polska i  Ukraina.

## Faza grupowa

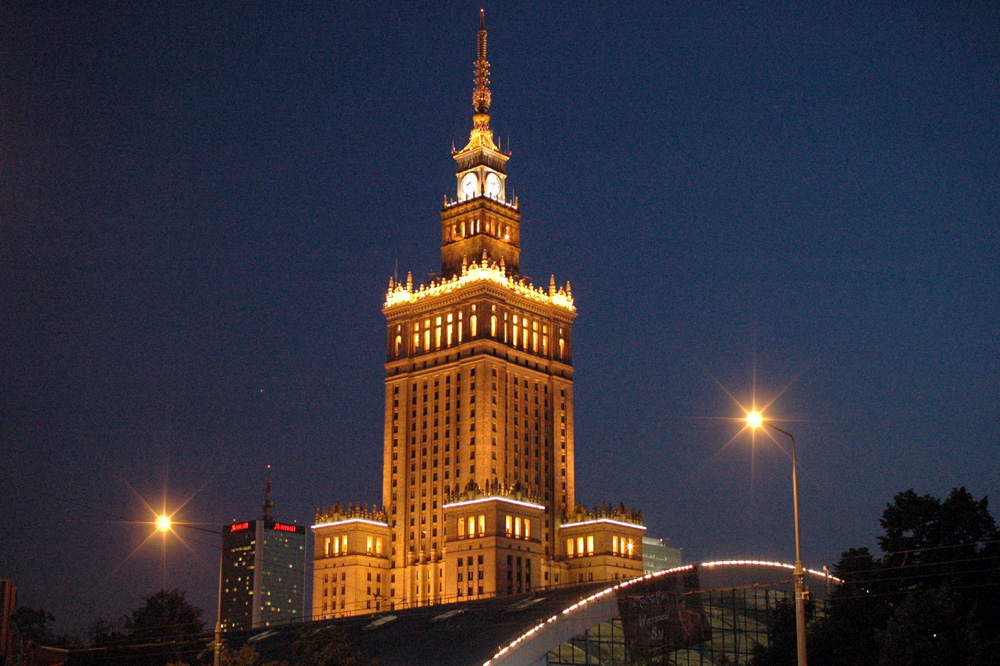
Pałac Kultury i Nauki w Warszawie – miejsce losowania grup eliminacyjnych UEFA Euro 2012.

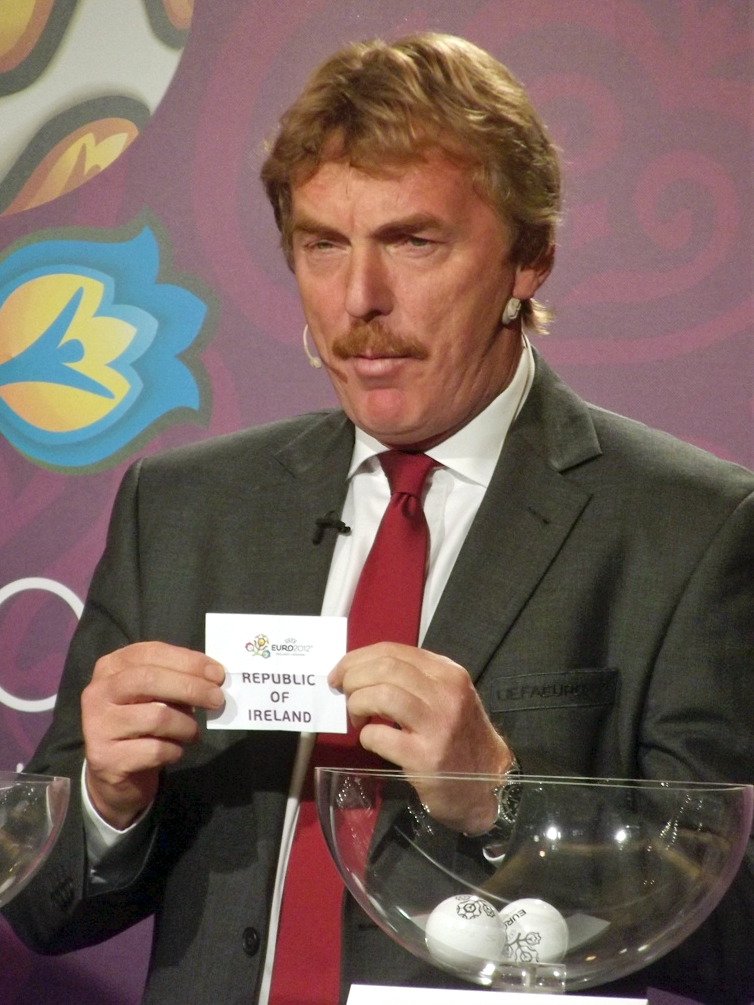
Zbigniew Boniek podczas losowania grup eliminacyjnych UEFA Euro 2012.

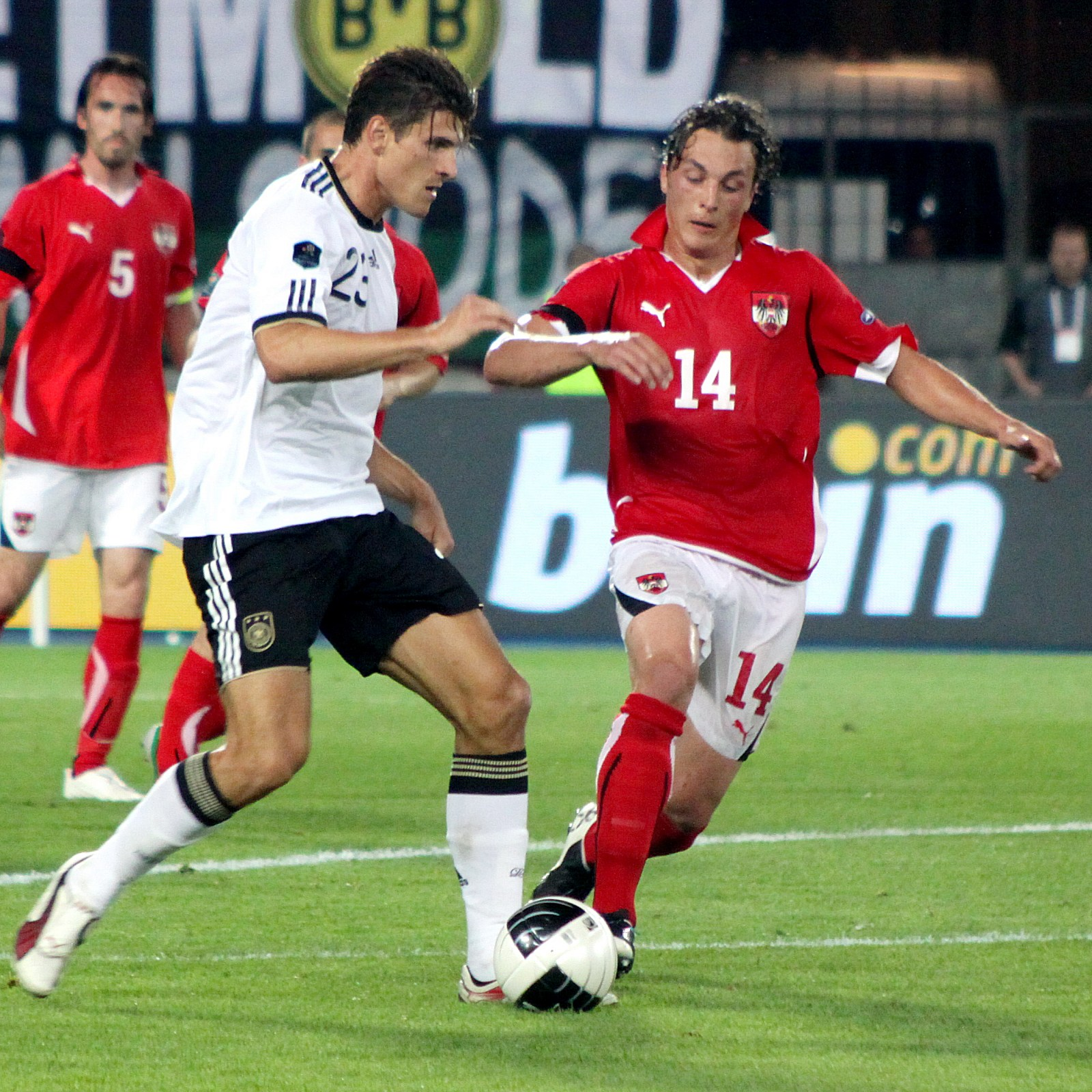
Mecz drużyn Austrii i Niemiec o wyjście z grupy A

Do mistrzostw awansuje 9 drużyn z pierwszych miejsc w każdej grupie, plus jeden wicemistrz. Drugie miejsca kwalifikują się do dodatkowych baraży, z których awansują 4 drużyny. 
Eliminacje trwały od 11 sierpnia 2010 roku do połowy listopada 2011 roku.
Legenda:
- Pkt – liczba punktów
- M – liczba meczów
- Z – zwycięstwo
- R – remis
- P – porażki
- Br+ – bramki strzelone
- Br- – bramki stracone
- +/- – różnica bramek

### Grupa A
| Zespół      | Pkt | M  | W  | R | P | Br+ | Br− | +/− |
| ----------- | --- | -- | -- | - | - | --- | --- | --- |
| Niemcy      | 30  | 10 | 10 | 0 | 0 | 34  | 7   | +27 |
| Turcja      | 17  | 10 | 5  | 2 | 3 | 13  | 11  | +2  |
| Belgia      | 15  | 10 | 4  | 3 | 3 | 21  | 15  | +6  |
| Austria     | 12  | 10 | 3  | 3 | 4 | 16  | 17  | −1  |
| Azerbejdżan | 7   | 10 | 2  | 1 | 7 | 10  | 26  | −14 |
| Kazachstan  | 4   | 10 | 1  | 1 | 8 | 6   | 24  | −18 |

Stan po zakończeniu eliminacji

### Grupa B
| Zespół             | Pkt | M  | W | R | P  | Br+ | Br− | +/− |
| ------------------ | --- | -- | - | - | -- | --- | --- | --- |
| Rosja              | 23  | 10 | 7 | 2 | 1  | 17  | 4   | +13 |
| Irlandia           | 21  | 10 | 6 | 3 | 1  | 15  | 7   | +8  |
| Armenia            | 17  | 10 | 5 | 2 | 3  | 22  | 10  | +12 |
| Słowacja           | 15  | 10 | 4 | 3 | 3  | 7   | 10  | −3  |
| Macedonia Północna | 8   | 10 | 2 | 2 | 6  | 8   | 14  | −6  |
| Andora             | 0   | 10 | 0 | 0 | 10 | 1   | 25  | −24 |

### Grupa C
| Zespół            | Pkt | M  | W | R | P | Br+ | Br− | +/− |
| ----------------- | --- | -- | - | - | - | --- | --- | --- |
| Włochy *          | 26  | 10 | 8 | 2 | 0 | 20  | 2   | +18 |
| Estonia           | 16  | 10 | 5 | 1 | 4 | 15  | 14  | +1  |
| Serbia *          | 15  | 10 | 4 | 3 | 4 | 13  | 12  | +1  |
| Słowenia          | 14  | 10 | 4 | 2 | 4 | 11  | 7   | +4  |
| Irlandia Północna | 9   | 10 | 2 | 3 | 5 | 9   | 13  | −4  |
| Wyspy Owcze       | 4   | 10 | 1 | 1 | 8 | 6   | 26  | −20 |

Stan po zakończeniu eliminacji

Uwagi:
- Mecz Włochy – Serbia został zweryfikowany przez UEFA jako walkower 3:0 dla Włoch.

### Grupa D
| Zespół               | Pkt | M  | W | R | P | Br+ | Br− | +/− |
| -------------------- | --- | -- | - | - | - | --- | --- | --- |
| Francja              | 21  | 10 | 6 | 3 | 1 | 15  | 4   | +11 |
| Bośnia i Hercegowina | 20  | 10 | 6 | 2 | 2 | 17  | 8   | +9  |
| Rumunia              | 14  | 10 | 3 | 5 | 2 | 13  | 9   | +4  |
| Białoruś             | 13  | 10 | 3 | 4 | 3 | 8   | 7   | +1  |
| Albania              | 9   | 10 | 2 | 3 | 5 | 7   | 14  | −7  |
| Luksemburg           | 4   | 10 | 1 | 1 | 8 | 3   | 21  | −18 |

Stan po zakończeniu eliminacji

### Grupa E
| Zespół     | Pkt | M  | W | R | P  | Br+ | Br− | +/− |
| ---------- | --- | -- | - | - | -- | --- | --- | --- |
| Holandia   | 27  | 10 | 9 | 0 | 1  | 37  | 8   | +29 |
| Szwecja    | 24  | 10 | 8 | 0 | 2  | 31  | 11  | +20 |
| Węgry      | 19  | 10 | 6 | 1 | 3  | 22  | 14  | +8  |
| Finlandia  | 10  | 10 | 3 | 1 | 6  | 16  | 16  | 0   |
| Mołdawia   | 9   | 10 | 3 | 0 | 7  | 12  | 16  | −4  |
| San Marino | 0   | 10 | 0 | 0 | 10 | 0   | 53  | −53 |

Stan po zakończeniu eliminacji

### Grupa F
| Zespół    | Pkt | M  | W | R | P | Br+ | Br− | +/− |
| --------- | --- | -- | - | - | - | --- | --- | --- |
| Grecja    | 24  | 10 | 7 | 3 | 0 | 14  | 5   | +9  |
| Chorwacja | 22  | 10 | 7 | 1 | 2 | 18  | 7   | +11 |
| Izrael    | 16  | 10 | 5 | 1 | 4 | 13  | 11  | +2  |
| Łotwa     | 11  | 10 | 3 | 2 | 5 | 9   | 12  | −3  |
| Gruzja    | 10  | 10 | 2 | 4 | 4 | 7   | 9   | −2  |
| Malta     | 1   | 10 | 0 | 1 | 9 | 4   | 21  | −17 |

### Grupa G
| Zespół     | Pkt | M | W | R | P | Br+ | Br− | +/− |
| ---------- | --- | - | - | - | - | --- | --- | --- |
| Anglia     | 18  | 8 | 5 | 3 | 0 | 17  | 5   | +12 |
| Czarnogóra | 12  | 8 | 3 | 3 | 2 | 7   | 7   | 0   |
| Szwajcaria | 11  | 8 | 3 | 2 | 3 | 12  | 10  | +2  |
| Walia      | 9   | 8 | 3 | 0 | 5 | 6   | 10  | −4  |
| Bułgaria   | 5   | 8 | 1 | 2 | 5 | 3   | 13  | −10 |

Stan po zakończeniu eliminacji

### Grupa H
| Zespół     | Pkt | M | W | R | P | Br+ | Br− | +/− |
| ---------- | --- | - | - | - | - | --- | --- | --- |
| Dania      | 19  | 8 | 6 | 1 | 1 | 15  | 6   | +9  |
| Portugalia | 16  | 8 | 5 | 1 | 2 | 21  | 12  | +9  |
| Norwegia   | 16  | 8 | 5 | 1 | 2 | 10  | 7   | +2  |
| Islandia   | 4   | 8 | 1 | 1 | 6 | 6   | 14  | −8  |
| Cypr       | 2   | 8 | 0 | 2 | 6 | 7   | 20  | −13 |

Stan po zakończeniu eliminacji

### Grupa I
| Zespół        | Pkt | M | W | R | P | Br+ | Br− | +/− |
| ------------- | --- | - | - | - | - | --- | --- | --- |
| Hiszpania     | 24  | 8 | 8 | 0 | 0 | 26  | 6   | +20 |
| Czechy        | 13  | 8 | 4 | 1 | 3 | 12  | 8   | +4  |
| Szkocja       | 11  | 8 | 3 | 2 | 3 | 9   | 10  | −1  |
| Litwa         | 5   | 8 | 1 | 2 | 5 | 4   | 13  | −9  |
| Liechtenstein | 4   | 8 | 1 | 1 | 6 | 3   | 17  | −14 |

Stan po zakończeniu eliminacji

## Baraże
Reprezentacja z najlepszym bilansem spośród drużyn, które w swoich grupach zajęły drugie miejsca awansowała bezpośrednio do turnieju głównego. Reprezentacje grające w grupach sześciozespołowych miały odliczony bilans meczów z najsłabszym przeciwnikiem. Najlepszą drużyną po dokonaniu bilansu okazała się Szwecja, pozostali wicemistrzowie grup o awans musieli zagrać w barażach.
| Grupa | Zespół               | M | W | R | P | G+ | G- | +/- | Pkt | Drużyna z 6 miejsca |
| ----- | -------------------- | - | - | - | - | -- | -- | --- | --- | ------------------- |
| E     | Szwecja              |   | 6 | 0 | 2 | 20 | 11 | +9  | 18  | San Marino          |
| H     | Portugalia           |   | 5 | 1 | 2 | 14 | 7  | +7  | 16  | —                   |
| F     | Chorwacja            |   | 5 | 1 | 2 | 12 | 6  | +6  | 16  | Malta               |
| B     | Irlandia             |   | 4 | 3 | 1 | 10 | 6  | +4  | 15  | Andora              |
| D     | Bośnia i Hercegowina |   | 4 | 2 | 2 | 9  | 8  | +1  | 14  | Luksemburg          |
| I     | Czechy               |   | 4 | 1 | 3 | 12 | 8  | +4  | 13  | —                   |
| C     | Estonia              |   | 4 | 1 | 3 | 13 | 10 | +3  | 13  | Wyspy Owcze         |
| G     | Czarnogóra           |   | 3 | 3 | 2 | 7  | 7  | 0   | 12  | —                   |
| A     | Turcja               |   | 3 | 2 | 3 | 8  | 10 | -2  | 11  | Kazachstan          |

Stan po zakończeniu eliminacji
Losowanie par barażowych odbyło się w Krakowie 13 października 2011 roku o godzinie 13:00. Gościem specjalnym ceremonii był trzykrotny zdobywca Złotej Piłki, a obecnie prezydent UEFA, Michel Platini. Ceremonia odbyła się po raz pierwszy poza siedzibą UEFA.

## Strzelcy

### 12 goli
- Klaas-Jan Huntelaar

### 9 goli
- Miroslav Klose

### 7 goli
- Cristiano Ronaldo
- Mikael Forssell
- David Villa

### 6 goli
- Henrich Mychitarian
- Robin van Persie
- Dirk Kuijt
- Mario Gómez
- Gergely Rudolf
- Antonio Cassano

### 5 goli
8 zawodników

### 4 gole
16 zawodników

### 3 gole
34 zawodników

### 2 gole
77 zawodników

### 1 gol
188 zawodników

### Gole samobójcze
- Waleri Aleksanian (dla Irlandii)
- Rəşad Sadıqov (dla Niemiec)
- Andrei Sidorenkov (dla Słowenii)
- Raio Piiroja (dla Irlandii Północnej)
- Éric Abidal (dla Białorusi)
- Nikos Spiropulos (dla Izraela)
- Gerard Piqué (dla Szkocji)
- Witali Jewstigniejew (dla Belgii)
- Tadas Kijanskas (dla Hiszpanii)
- Igor Armaș (dla Finlandii)
- Arne Friedrich (dla Austrii)
- Ricardo Carvalho (dla Danii)
- Simone Bacciocchi (dla Mołdawii)
- Aldo Simoncini (dla Szwecji)
- Davide Simoncini (dla Szwecji)
- Aleksandar Luković (dla Estonii)
- Rógvi Baldvinsson (dla Słowenii)

## Zakwalifikowane drużyny

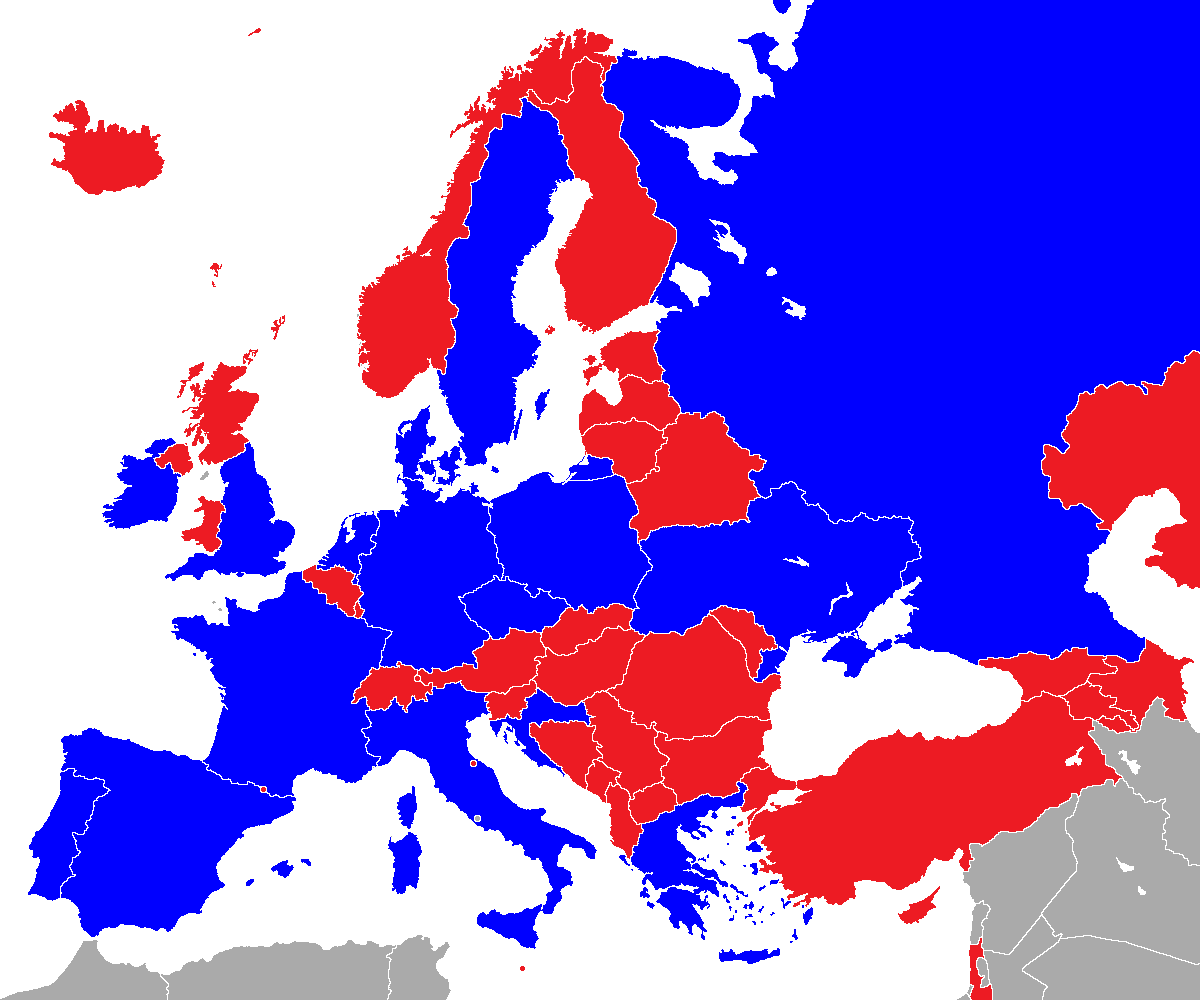
Kraje zakwalifikowane do Euro 2012
Kraje niezakwalifikowane do Euro 2012
Kraje nie będące członkami UEFA

Kraje zakwalifikowane do Euro 2012
     Kraje niezakwalifikowane do Euro 2012
     Kraje nie będące członkami UEFA
| Drużyna    | Zakwalifikowana jako               | Data kwalifikacji    | Liczba występów w ME                                            | Najlepszy wynik w ME           |
| Polska     | gospodarz                          | 18 kwietnia 2007     | 1 (2008)                                                        | Faza grupowa (2008)            |
| Ukraina    | gospodarz                          | 18 kwietnia 2007     | debiutant                                                       | debiutant                      |
| Niemcy     | awans z grupy A                    | 2 września 2011      | 10 (1972, 1976, 1980, 1984, 1988, 1992, 1996, 2000, 2004, 2008) | Mistrzostwo (1972, 1980, 1996) |
| Rosja      | awans z grupy B                    | 11 października 2011 | 3 (1996, 2004, 2008)                                            | III/IV miejsce (2008)          |
| Włochy     | awans z grupy C                    | 6 września 2011      | 7 (1968, 1980, 1988, 1996, 2000, 2004, 2008)                    | Mistrzostwo (1968)             |
| Francja    | awans z grupy D                    | 11 października 2011 | 7 (1960, 1984, 1992, 1996, 2000, 2004, 2008)                    | Mistrzostwo (1984, 2000)       |
| Holandia   | awans z grupy E                    | 6 września 2011      | 8 (1976, 1980, 1988, 1992, 1996, 2000, 2004, 2008)              | Mistrzostwo (1988)             |
| Grecja     | awans z grupy F                    | 11 października 2011 | 3 (1980, 2004, 2008)                                            | Mistrzostwo (2004)             |
| Anglia     | awans z grupy G                    | 7 października 2011  | 6 (1968, 1980, 1988, 1992, 1996, 2000, 2004)                    | III miejsce (1968)             |
| Dania      | awans z grupy H                    | 11 października 2011 | 7 (1984, 1988, 1992, 1996, 2000, 2004)                          | Mistrzostwo (1992)             |
| Hiszpania  | awans z grupy I                    | 6 września 2011      | 8 (1964, 1980, 1984, 1988, 1996, 2000, 2004, 2008)              | Mistrzostwo (1964, 2008)       |
| Szwecja    | awans najlepszego wicelidera grupy | 11 października 2011 | 4 (1992, 2000, 2004, 2008)                                      | III/IV miejsce (1992)          |
| Chorwacja  | awans - baraż 1                    | 15 listopada 2011    | 3 (1996, 2004, 2008)                                            | Ćwierćfinał (1996, 2008)       |
| Irlandia   | awans - baraż 2                    | 15 listopada 2011    | 1 (1988)                                                        | Faza grupowa (1988)            |
| Czechy     | awans - baraż 3                    | 15 listopada 2011    | 4 (1996, 2000, 2004, 2008)                                      | II miejsce (1996)              |
| Portugalia | awans - baraż 4                    | 15 listopada 2011    | 5 (1984, 1996, 2000, 2004, 2008)                                | II miejsce (2004)              |